# Nieuport 17
Nieuport 17 – francuski myśliwiec z czasów I wojny światowej produkowany przez francuską wytwórnię lotniczą Nieuport.
Samolot był wersją swojego poprzednika Nieuport 11. Był od niego większy oraz miał mocniejszy silnik o mocy 111,5 KM. Samolot był lekki, jak na owe czasy bardzo zwrotny oraz miał bardzo dobre wznoszenie.

## Historia

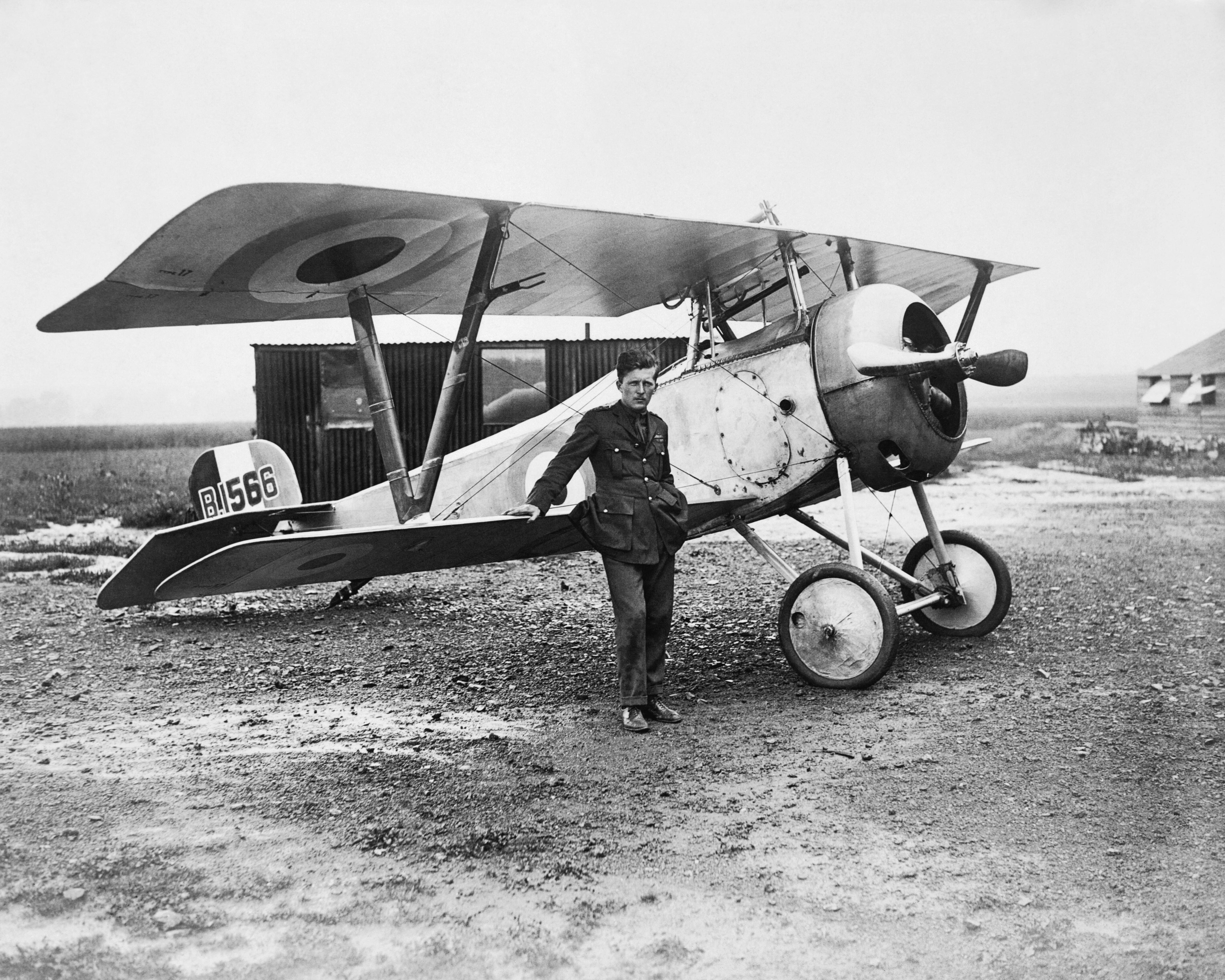
Pilot Billy Bishop przy samolocie Nieuport 17 w 1917

Nieuport 17 wszedł do służby w marcu 1916 roku jako następca modelu Nieuport 11, stając się szybko podstawowym myśliwcem francuskim. Był również na wyposażeniu lotnictwa brytyjskiego; jego konstrukcja przewyższała ówczesne brytyjskie konstrukcje pod względem osiągów. Nieuport 17 był w każdym szwadronie myśliwskim i zadawał niemieckim siłom lotniczym duże straty. Niemcy postanowili zbudować odpowiednik francuskiego myśliwca na bazie zestrzelonych samolotów i tak powstał Siemens-Schuckert D.I, który miał bardzo podobne parametry i tę samą moc silnika co Nieuport 17. Wysokie koszty produkcji sprawiły, że zbudowano ich tylko 95 i przez to nigdy nie weszły w użycie, służąc jedynie do celów szkoleniowych.
Od 1917 roku samolot zaczął ustępować pola nowym konstrukcjom niemieckim, przez to sztab francuski postanowił wprowadzić nowe modele myśliwców Nieuport 24 i Nieuport 27. Niemniej jednak myśliwce model 17 do końca wojny były najpowszechniej używane przez francuskie eskadry myśliwskie.
Samolot miał dość kruchą i delikatną konstrukcję, komora płatów miała niewystarczającą sztywność podczas dużych przeciążeń w czasie walki, ogólnie był wrażliwy na uszkodzenia bojowe i mniej wprawne lądowanie. Z tego względu był samolotem pilotażowo trudniejszym niż np. SPAD VII, który wszedł do służby kilka miesięcy później. Miał też niewystarczające uzbrojenie, późniejsze samoloty myśliwskie I wojny światowej (np. SPAD XIII, Sopwith Camel, SE.5a) miały uzbrojenie składające się z 2 karabinów maszynowych.
Wielu asów lotnictwa z czasów I wojny światowej latało na tym oraz innych samolotach produkcji Nieuport, m.in. Kanadyjczyk William Bishop odznaczony krzyżem Wiktorii oraz najsłynniejszy as latający na Nieuportach – Albert Ball.